# دي رينولدز (فيلادلفيا دائما مشمسة)
دياندرا «سويت دي» رينولدز (بالإنجليزية: Deandra "Sweet Dee" Reynolds) شخصية خيالية من مسلسل قناة إف إكس الكوميدي فيلادلفيا دائماً مشمسة، تؤدي دورها الممثلة كايتلين أولسون.
دي هي شقيقة دينيس التوأم والنادلة الرئيسة في حانة باديز. تحلم دي بأن تكون ممثلة بالرغم من إنها لاتمتلك أي موهبة وتعاني من رهاب المسرح. إرتدت دي مقوم ظهر حديدي في المدرسة الثانوية، ما تركها مع لقب «الوحش الحديدي». إرتادت جامعة بنسلفانيا لكنها فشلت في حصصها. تعيش دي في شقة وحدها. عادة ما يستهان بأفكارها من قبل الآخرين. ويعيد أحدهم ما قالت كلمة-بكلمة ويدعي بإنها فكرتهُ ويرى الجميع بإنها فكرة جيدة.

## وصلات خارجية
- دي رينولدز (فيلادلفيا دائما مشمسة) في قاعدة بيانات الأفلام على الإنترنت